# Minúscula 41
Minúscula 41 (en la numeración Gregory-Aland)  es un manuscrito griego en minúsculas del Nuevo Testamento escrito en pergamino. Es datado paleográficamente en el siglo XI. Tiene notas marginales.

## Descripción
El códice contiene el texto de los Evangelios de Mateo y Marcos, en 224 hojas de pergamino (30.7 cm por 23.6 cm), con algunas lagunas. Alrededor de 30 hojas se perdieron. Las grandes letras iniciales están en rojo.
El texto está escrito estequiométricamente en una columna por página, 31 líneas por página. El texto bíblico de Mateo y Marcos está rodeado por una catena (en Marcos, el comentario de Victorino).
El texto está dividido de acuerdo a los κεφαλαια (capítulos), cuyos números se colocan al margen del texto, y los τιτλοι (títulos) en la parte superior de las páginas.
Contiene tablas de los κεφαλαια (tablas de contenido) (solamente en Marcos), marcas de leccionario en el margen (para el uso litúrgico), y suscripciones al final de cada Evangelio, con los números de στιχοι.

## Texto
Kurt Aland no colocó el texto del códice en ninguna categoría.

## Historia
El manuscrito fue fechado por Gregory en el siglo XI. Actualmente es datado por el INTF en el siglo XI.
El manuscrito fue examinado y descrito por Montfaucon, Wettstein, Scholz, y Paulin Martin.
Fue añadido a la lista de manuscritos del Nuevo Testamento por Wettstein. C. R. Gregory vio el manuscrito en 1885.
Se encuentra actualmente en la Bibliothèque nationale de France (Coislin Gr. 24) en París.

## Lectura adicional
- Bernard de Montfaucon (1715). Bibliotheca Coisliniana olim Segueriana. ParÍs: Ludovicus Guerin & Carolus Robustel. p. 75.
- Jean-Pierre-Paul Martin (1883). Description technique des manuscrits grecs relatifs au Nouveau Testament, conservés dans les bibliothèques de Paris. París.

- Datos: Q7233951